# L’Art de persuader
L’Art de persuader é uma obra filosófica de Blaise Pascal. Escrita por volta de 1660, numa época de forte oposição entre jansenistas e jesuítas, esse texto faz parte de uma batalha teológica. Naquela época, para os jansenistas, era equivalente ao Discurso sobre o Método, "testifica a formidável eficiência da argumentação".

## Texto
Pascal distingue as verdades que entram do coração no espírito (verdades da fé) das verdades que entram do espírito no coração. Apenas os últimos estão ao alcance de nossa compreensão. Ora, nossas opiniões entram na alma, quer demonstradas pelo entendimento, quer pelo prazer da vontade. A arte da persuasão tem, portanto, por objeto a maneira como os homens consentem com o que lhes é oferecido e com as condições em que se quer que acreditem.
“Ninguém ignora que existem duas entradas pelas quais as opiniões são recebidas na alma, que são suas duas potências principais, o entendimento e a vontade. »
—  Blaise Pascal, L’Art de persuader